# De Zonnebloem (Baarn)
Het huis De Zonnebloem is een gemeentelijk monument aan de Molenweg 13 in het Rijksbeschermd gezicht Baarn - Prins Hendrikpark e.o. van Baarn in de provincie Utrecht.
Het pand werd gebouwd in 1906 door architect Jac. G. Veldhuizen voor F. der Kinderen. Aan de rechterzijde van de voorgevel is een uitbouw met erker plus balkon. Bovenaan de gevel is latwerk aangebracht. De ingang is in een aanbouw van de rechter zijgevel gemaakt. Links is een serre aangebouwd.